# Волчищовичи
Волчищовичи (укр. Вовчищовичі) — село в Судововишнянской городской общине Яворовского района Львовской области Украины.
Население по переписи 2001 года составляло 603 человека, по данным 2023 года составляло 444 человека. Занимает площадь 1,433 км². Почтовый индекс — 81380. Телефонный код — 3234.